# Give Me Liberty (film, 2019)
Pour les articles homonymes, voir Give Me Liberty.
Pour plus de détails, voir Fiche technique et Distribution.
Give Me Liberty est un film américain réalisé par Kirill Mikhanovsky et sorti en 2019.
Il a d'abord été montré au festival de Sundance et au festival de Cannes.

## Synopsis
À Milwaukee, Vic est un jeune homme d'origine russe. Il travaille comme chauffeur de mini-bus pour personnes handicapées. Lors d'une tournée, il doit aussi gérer son grand-père, qui n'a plus toute sa tête et qui doit se rendre à l'enterrement de Lilya avec d'autres personnes âgées membres de la communauté russophone. Or, le bus qui devait venir chercher le groupe n'est toujours pas là. Vic finit par accepter de les emmener avec son mini-bus, alors que cela va immanquablement créer des complications et des retards, d'autant que des manifestations perturbent aussi la ville ce jour-là...

## Fiche technique
- Titre original : Give Me Liberty
- Réalisation : Kirill Mikhanovsky
- Scénario : Kirill Mikhanovsky et Alice Austen
- Photographie : Wyatt Garfield
- Montage : Kirill Mikhanovsky
- Direction artistique : Moira Tracey
- Décors : Bart Mangrum
- Costumes : Kate Grube
- Sociétés de production : Give Me Liberty, The Space Program, Ursa Minor Independent, en association avec Flux Capacitor Studios
- Pays d'origine :  États-Unis
- Langues originales : anglais et russe
- Genre : comédie dramatique
- Format : couleurs (et quelques passages en noir et blanc)
- Durée : 110 minutes
- Dates de sortie :
  - États-Unis : 24 janvier 2019 (festival de Sundance) ; 23 août 2019 (sortie nationale)
  - France : 18 mai 2019 (festival de Cannes) ; 24 juillet 2019 (sortie nationale)

## Distribution
- Lauren 'Lolo' Spencer : Tracy Holmes
- Chris Galust : Vic
- Maksim Stoyanov : Dima
- Darya Ekamasova : Sasha, la sœur de Vic
- Zoya Makhlina : la mère de Vic et Sasha
- Dorothy Reynolds : la grand-mère de Tracy
- Sheryl Sims-Daniels : la mère de Tracy
- Steve Wolski : Steve
- Steve Wolski : Michelle
- Ben Derfel : Nate
- Lindsey Willicombe : la soprano

## Accueil

### Accueil critique
En France, Allociné propose une note moyenne de 3,6/5 à partir de 21 critiques de presse.
Pour Les Inrockuptibles, « Le film file à toute berzingue, ménageant de rares pauses sentimentales et familiales fort émouvantes et douces. Le film regorge, déborde d'amour et d'angoisse. » Et pour Télérama « Cette épopée joyeuse et tendre renouvelle la comédie sociale. ».